# Hydrellia concii
Hydrellia concii är en tvåvingeart som beskrevs av Canzoneri och Giuseppe Giovanni Antonio Meneghini 1975. Hydrellia concii ingår i släktet Hydrellia och familjen vattenflugor.
Artens utbredningsområde är Iran. Inga underarter finns listade i Catalogue of Life.